# Párizs 10. kerülete
Párizs 10. kerülete (Xe arrondissement) Franciaország fővárosának 20 kerületének egyike. A beszélt francia nyelven ezt Entrepôte-nek nevezik.
A kerület a Szajna jobb partján fekszik. Ebben a kerületben található Párizs hat fő vasútállomása közül kettő: a Gare du Nord és a Gare de l'Est. A 19. században épült két pályaudvar Európa legforgalmasabbjai közé tartozik.
A 10. kerületben található a Saint-Martin csatorna nagy része is, amely Párizs északkeleti részeit köti össze a Szajnával.

## Közlekedés

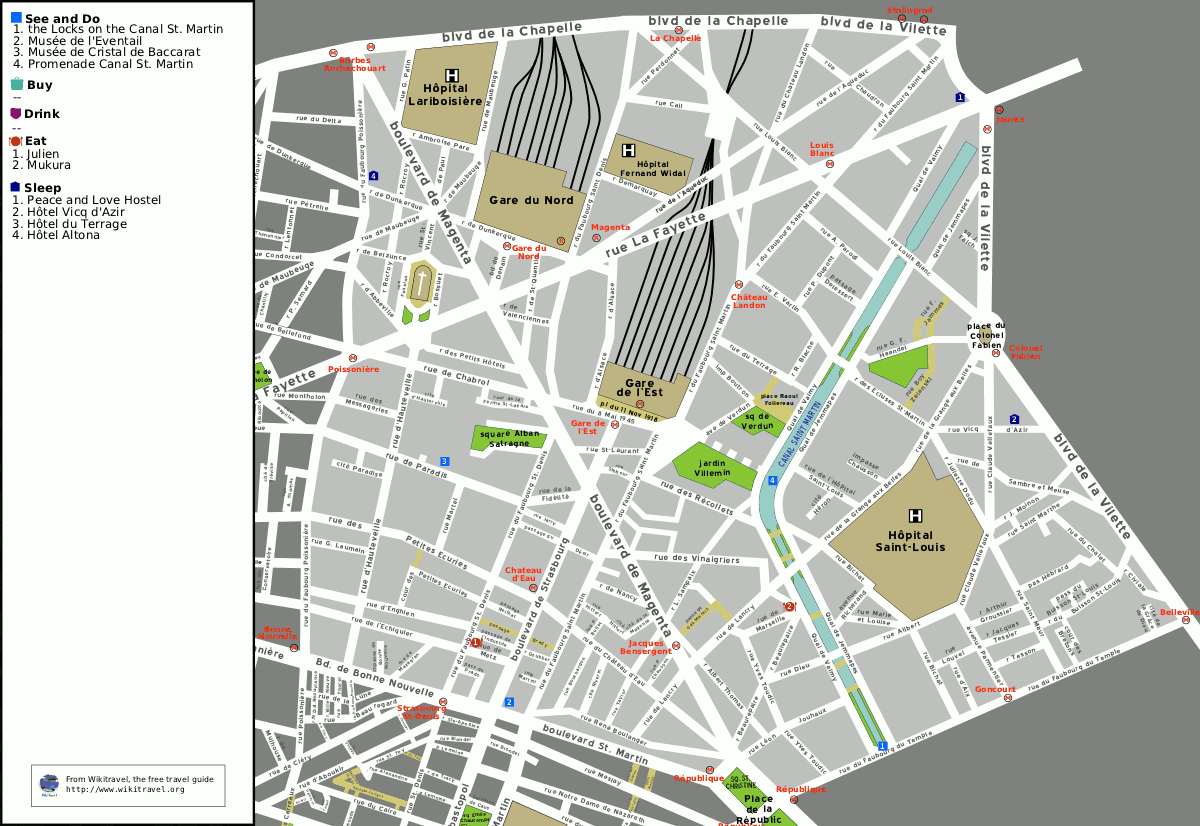
A 10. kerület metró- és RER vonalai

## Népesség
| Lakosok száma | 96 733 | 92 660 | 90 372 | 88 557 | 86 472 | 83 459 | 83 543 | 81 926 |
|               | 2009   | 2016   | 2017   | 2018   | 2019   | 2020   | 2021   | 2022   |

## Képek

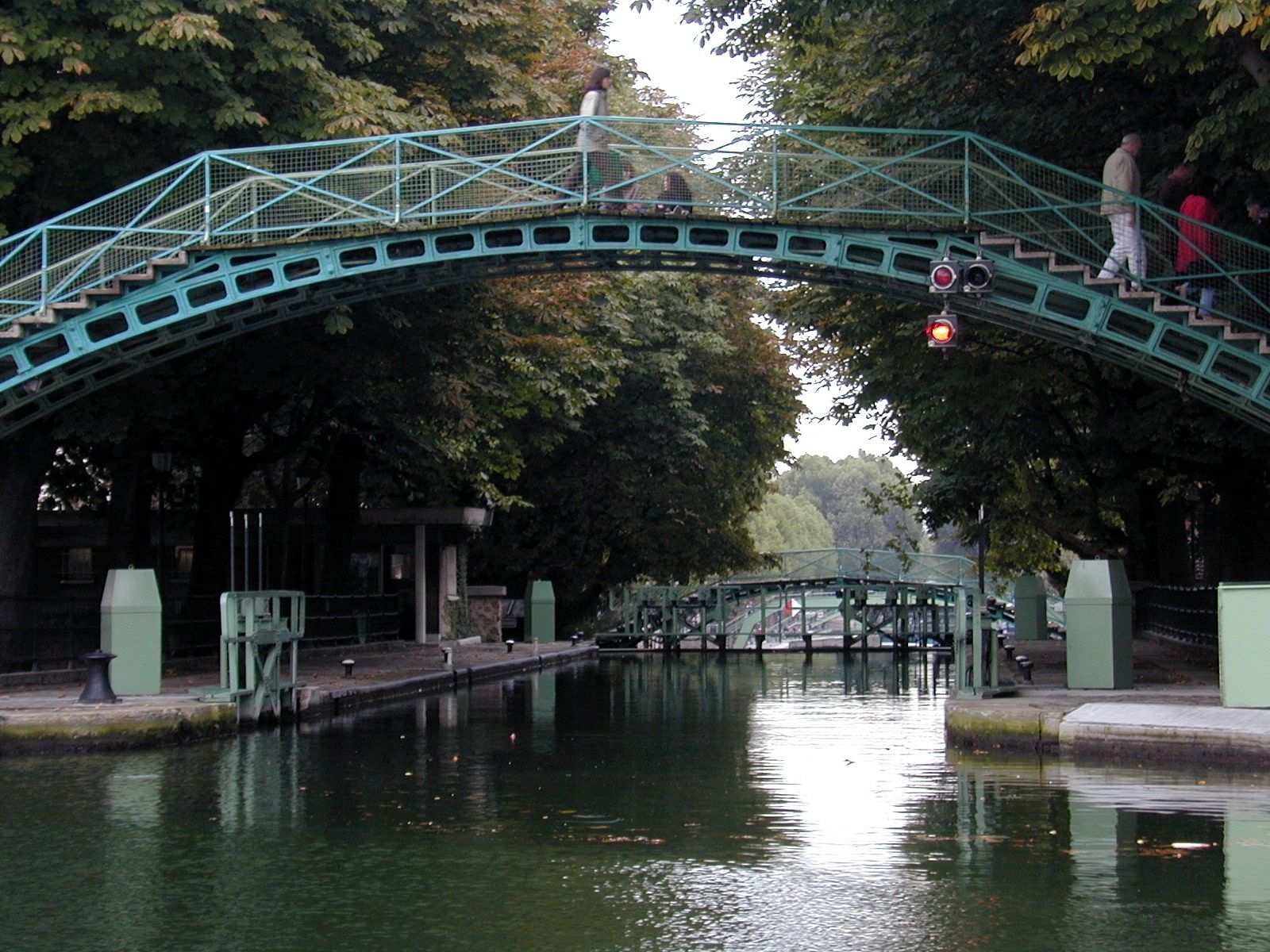
A Saint-Martin csatorna
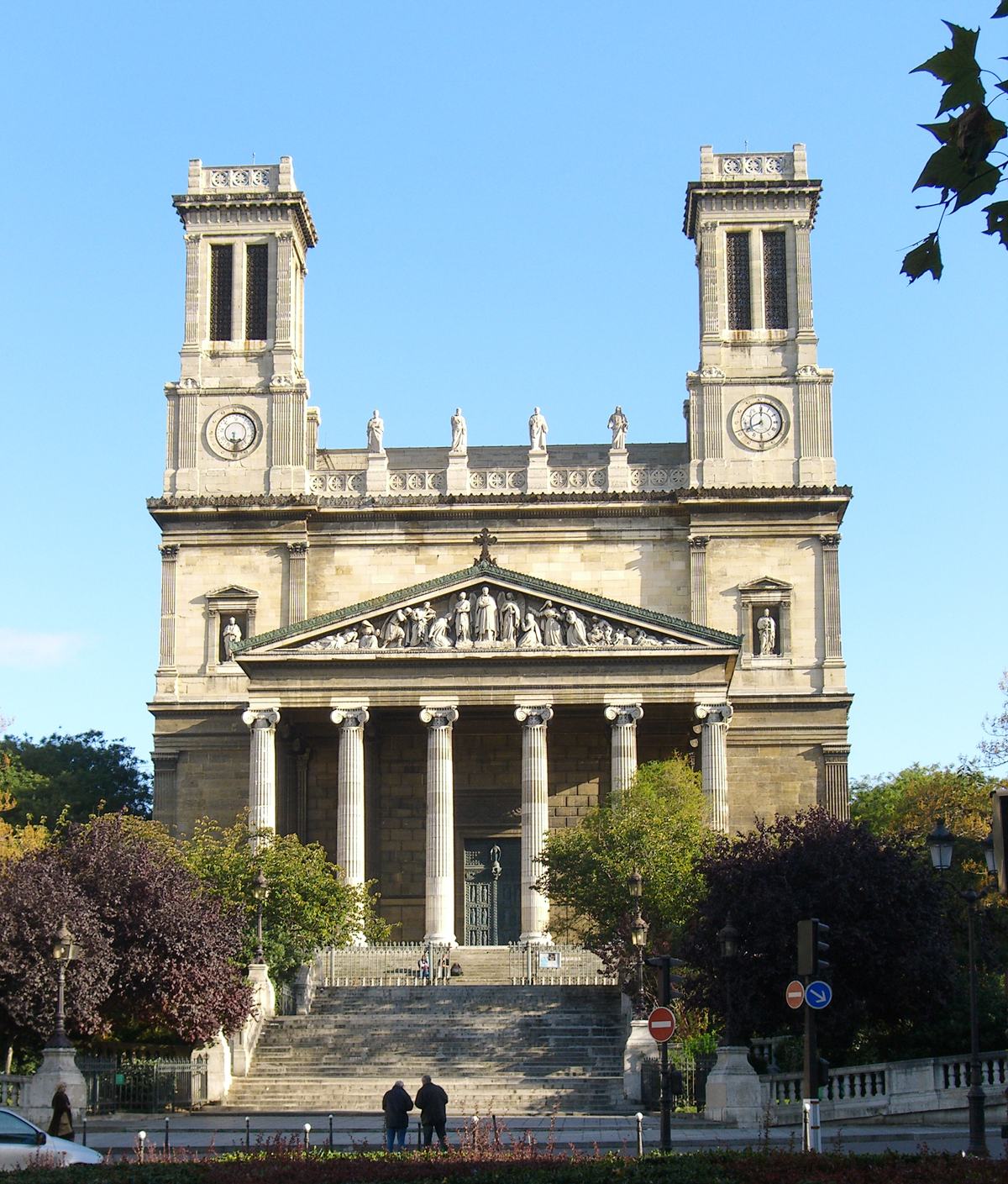
Saint-Vincent-de-Paul.
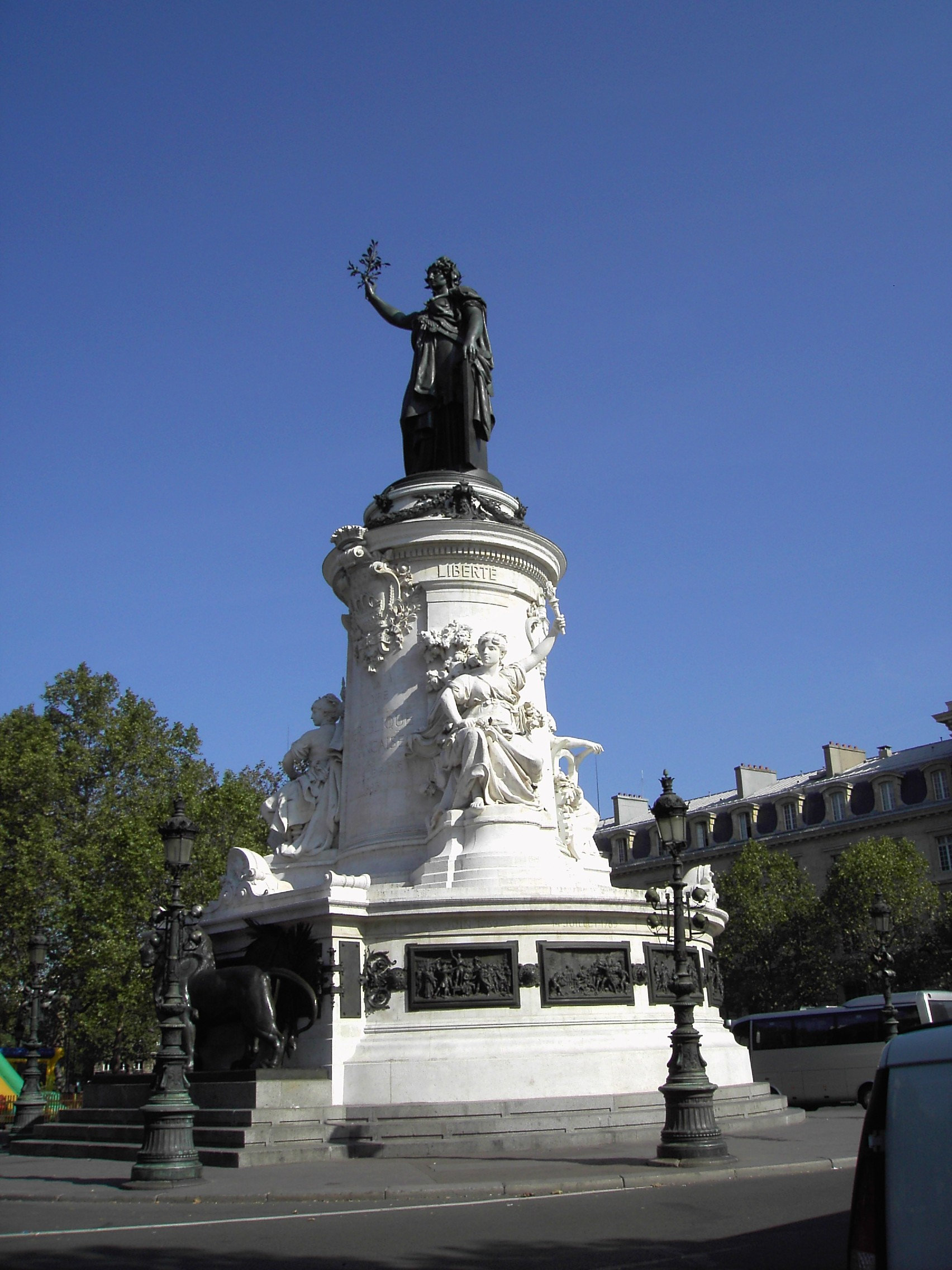
Place de la République
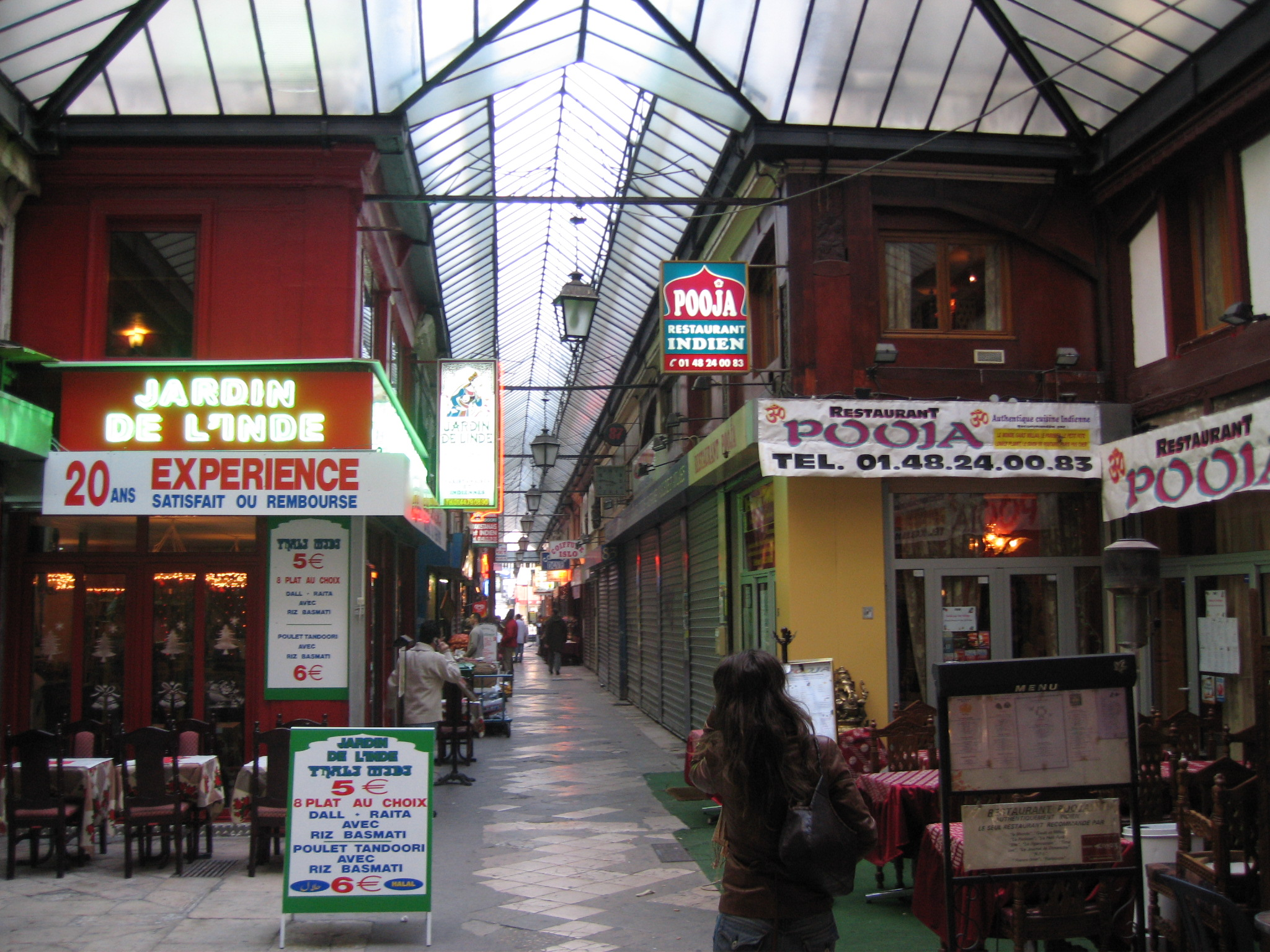
Passage Brady
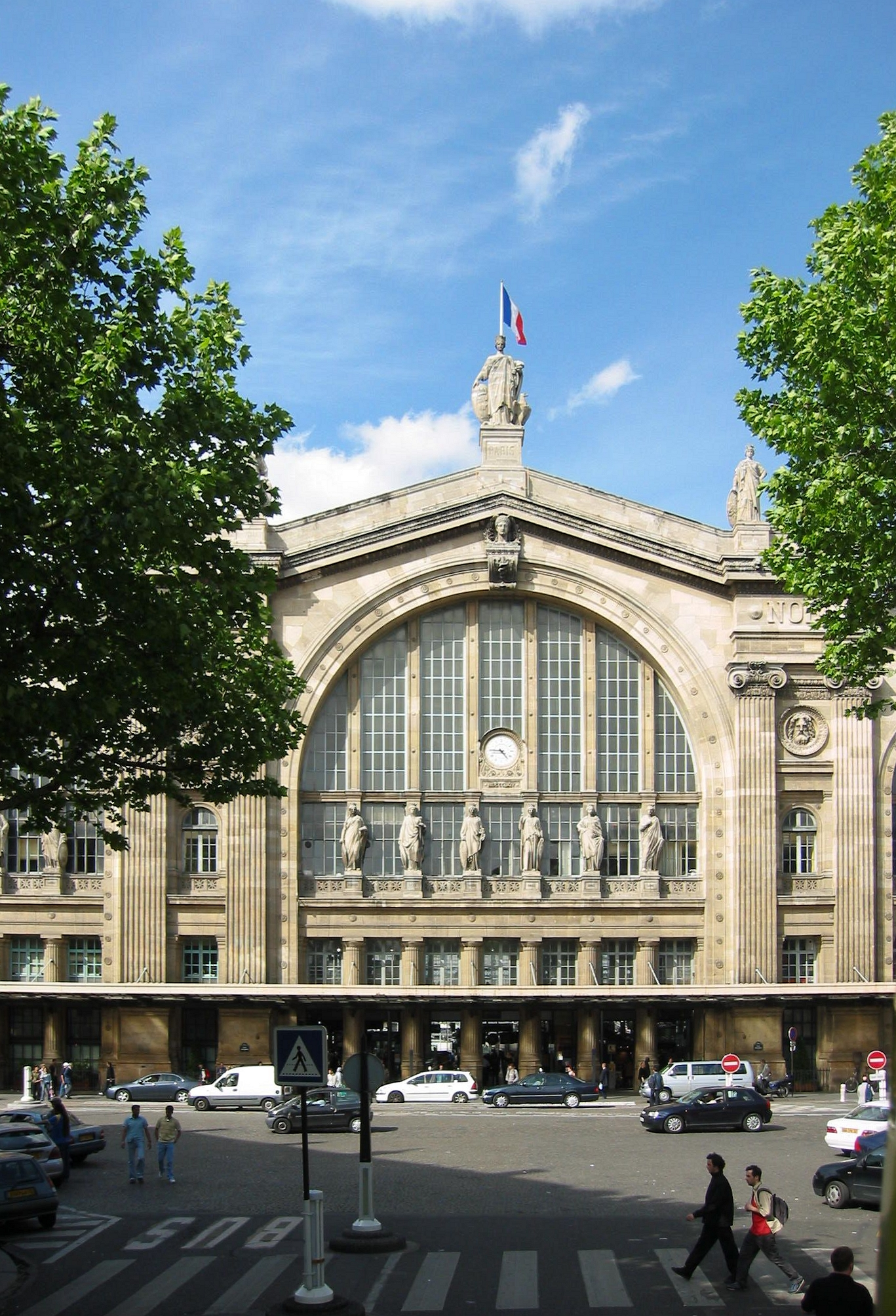
Gare du Nord
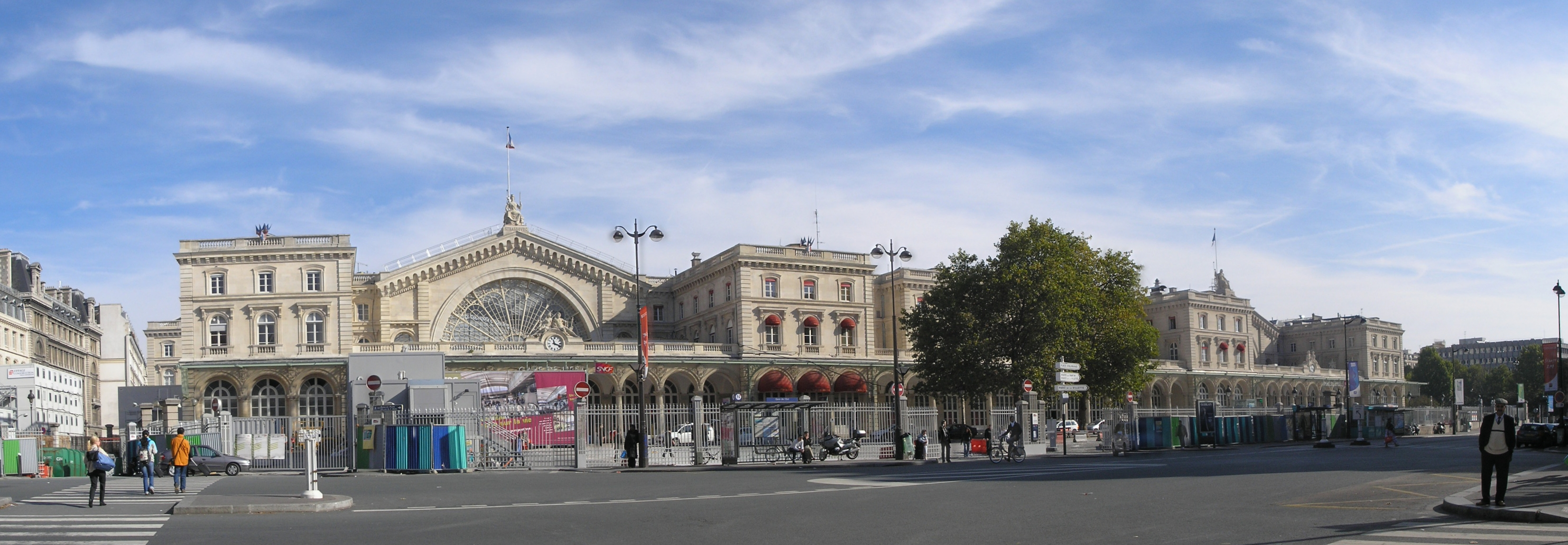
Gare de l'Est